# تولومساش
تولومساش (انگلیسی: TÜLOMSAŞ) شرکت ترابری ریلی ترک است، که در سال ۱۸۹۴ تأسیس شد.